# Stanisław Musiał
Stanisław Musiał (ur. 1 maja 1938 w Łososinie Górnej, zm. 5 marca 2004 w Krakowie) – filozof, duszpasterz, jezuita, dyrektor Wydawnictwa WAM, rzecznik współpracy katolicko-żydowskiej.

## Życiorys
W latach 1950–1952 uczył się w jezuickim małym seminarium w Nowym Sączu. W 1952 wstąpił do nowicjatu zakonu jezuitów w Starej Wsi, święcenia kapłańskie przyjął 5 sierpnia 1963. Studiował na Wydziale Filozoficznym Towarzystwa Jezusowego w Krakowie (1957–1960) oraz na Wydziale Teologicznym Bobolanum w Warszawie (teologię, 1960–1964), później uzupełniał studia w Rzymie i Monachium.
W latach 1972–1973 współpracował w Polską Sekcją Radia Watykańskiego, a w 1977 pracował tam na stanowisku redaktora. Był też wieloletnim publicystą „Tygodnika Powszechnego”. Od 1981 był członkiem redakcji, a w latach 1990–1991 zastępcą redaktora naczelnego tygodnika. W latach 1989–1990 był dyrektorem Wydawnictwa WAM w Krakowie oraz przełożonym wspólnoty Domu Pisarzy przy Wydawnictwie.
Członek Komisji Episkopatu Polski ds. Dialogu z Judaizmem od 1986 (tj. od początku jej działalności), do 1995 sekretarz Komisji. Ponadto wchodził w skład zarządu „United Nations Watch”, organizacji afiliowanej przy Światowym Kongresie Żydowskim.
W 1987 aktywnie uczestniczył w wydarzeniach związanych z przeniesieniem klasztoru karmelitanek z terenu obozu koncentracyjnego w Oświęcimiu. Brał udział w spotkaniach genewskich w sprawie klasztoru i jest sygnatariuszem przyjętych tam ustaleń (22 lutego 1987). Występował przeciwko akcji wznoszenia krzyży na żwirowisku w obozie.
Autor opracowań naukowych, skupiających się na historii renesansu we Francji. W 1983 obronił doktorat Francuska nauka o stosunkach międzynarodowych (próba rekonstrukcji), napisany pod kierunkiem Józefa Kukułki. publikował artykuły m.in. w „Tygodniku Powszechnym”, „Gazecie Wyborczej”, „Midraszu”, „Polin”, „Życiu Duchowym”. Został m.in. laureatem pierwszego „Grand Press” w kategorii publicystyki (nagroda miesięcznika „Press”) za artykuł  Czarne jest czarne (1997), w którym apelował, by hierarchia Kościoła zareagowała na antysemickie wypowiedzi niektórych duchownych. Otrzymał również Medal „Zasłużony dla Tolerancji” (2000) przyznany przez Fundację Ekumeniczną „Tolerancja” i Nagrodę im. Jana Karskiego i Poli Nireńskiej za rok 2001, przyznawaną przez Żydowski Instytut Naukowy dla osób badających stosunki polsko-żydowskie oraz wkład polskich Żydów w kulturę polską.
Wydawnictwo Literackie wydało dwie jego książki Czarne jest czarne i Dwanaście koszy ułomków (za którą w październiku 2002 r. otrzymał Nagrodę Krakowska Książka Miesiąca), będące zbiorami publikowanych wcześniej artykułów. Zasiadał w jury Nagrody Literackiej Nike. Pośmiertnie Wydawnictwo Literackie opublikowało Notatnik ks. Stanisława Musiała. Jezuita w wytartym swetrze (2009), a jezuickie Wydawnictwo WAM Listy ks. Stanisława Musiała do Rodziny (2010).
Zmarł 5 marca 2004 i został pochowany na cmentarzu Rakowickim w Krakowie (PAS 37-płd-grobowiec Jezuitów).

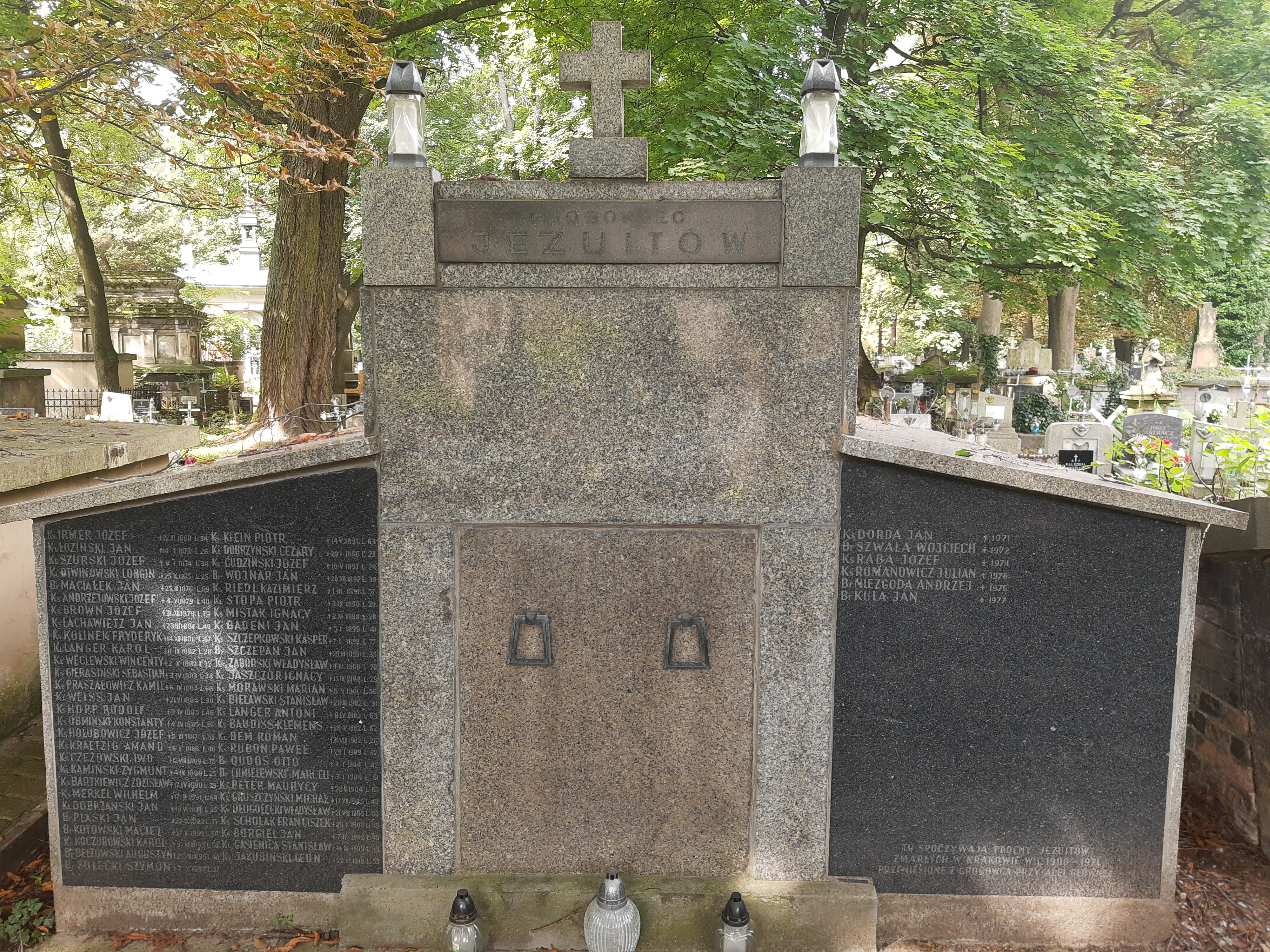
Grobowiec jezuitów na cmentarzu Rakowickim

## Upamiętnienie
Klub Chrześcijan i Żydów „Przymierze” ustanowił Nagrodę Ks. Stanisława Musiała, przyznawaną osobom zasłużonym dla dialogu chrześcijańsko- i polsko-żydowskiego.

## Twórczość
Książki
- Dwanaście koszy ułomków (Wydawnictwo Literackie, Kraków 2002, ISBN 83-08-03259-1)
- Czarne jest czarne (Wydawnictwo Literackie, Kraków 2003, ISBN 83-08-03408-X)

Inne publikacje
- Witold Bereś, Krzysztof Burnetko, Stanisław Musiał, Duchowny niepokorny: Rozmowy z księdzem Stanisławem Musiałem (Wydawnictwo Świat Książki, Warszawa 2006, ISBN 83-247-0082-X)